# Peter John Ratcliffe
Sir Peter John Ratcliffe (Morecambe, 14 maggio 1954) è un medico britannico, noto per il suo lavoro sulle reazioni cellulari all'ipossia. Nel 2019 gli viene assegnato il Premio Nobel per la fisiologia o medicina insieme agli statunitensi Gregg L. Semenza e William Kaelin Jr. "per le loro scoperte su come le cellule percepiscono e si adattano alla disponibilità di ossigeno".

## Biografia
Ratcliffe è nato nel Lancashire nel maggio 1954, da William Ratcliffe e Alice Margaret Ratcliffe.  Ha frequentato la Lancaster Royal Grammar School dal 1965 al 1972. Ha vinto una borsa di studio al Gonville and Caius College di Cambridge nel 1972 per studiare Medicina all'Università di Cambridge e poi ha completato la laurea in medicina MB BChir con lode al St Bartholomew's Hospital Medical College nel 1978.
Ratcliffe si è poi specializzato in medicina renale all'Università di Oxford, concentrandosi sull'ossigenazione renale. Ha conseguito un dottorato in medicina presso l'Università di Cambridge nel 1987.

## Vita privata
Ratcliffe ha sposato Fiona Mary MacDougall nel 1983.
Nel 2021 gli è stato assegnato il Premio Capo D'Orlando nella sezione scienza.